# Wilhelm Ludwig von Puttkamer
Wilhelm Ludwig von Puttkamer (* 15. Dezember 1739 in Lillo; † 8. Februar 1820 in Bartlin) war ein preußischer Generalmajor und Ritter des Orden Pour le Mérite.

## Leben

### Herkunft
Wilhelm Ludwig war Angehöriger des pommerschen Adelsgeschlechts Puttkamer. Er war ein Sohn des holländischen Oberstleutnants Leopold Wilhelm von Puttkamer (1703–1747) und der Elisabeth van Ketelaer (1716–1760).

### Werdegang
Wie sein Vater stand Puttkamer 1756 zunächst in holländischen Diensten, begann dann seine Laufbahn in der preußischen Armee am 22. Februar 1761 als Sekondeleutnant bei der Artillerie. Im Siebenjährigen Krieg nahm er an dem Gefecht bei Reichenbach und der Belagerung der Festung Schweidnitz teil. Am 20. Oktober 1777 wurde er zum Stabskapitän befördert und rückte dann in den Bayerischen Erbfolgekrieg aus. Er avancierte am 3. September 1783 zum Kapitän. 1787 nahm er am Hollandfeldzug und von 1792 bis 1795 an der Ersten Koalition teil, wobei er sich insbesondere bei der Kanonade von Valmy und noch mehr bei der Belagerung von Mainz hervortat. Hierfür hat Puttkamer in Anerkennung seiner Leistung vor Mainz am 23. Juni 1793 den Orden Pour le Mérite erhalten. Bereits vorher war er am 8. Januar 1793 zum Major im 2. Artillerieregiment sowie nachher, am 11. April 1795 zum Oberstleutnant und Kommandeur des 3. Artillerieregiment befördert worden. Puttkamer wurde am 14. Juni 1800 mit Patent vom 11. April des Jahres Oberst und Chef der Garnisonartillerie von Cosel, nahm an der erfolgreichen Verteidigung der Garnison teil und konnte, obwohl als Kommandant zur Kapitulation gezwungen, die Übergabe der Festung bis zum Frieden von Tilsit verhindern, wodurch diese bei Preußen blieb. Er wurde schließlich am 21. Juli 1807 zum Generalmajor befördert und erhielt seinen Abschied am 18. Februar 1809 mit 800 Talern Pension.
Puttkamer erwarb 1774 die Güter Barnow und Alt Kolziglow von seinem in wirtschaftliche Bedrängnis geratenen Bruder um diesen zu stützen, veräußerte sie jedoch 1781 ebenso wie auch das 1778 vom Bruder geerbte Neu Kolziglow 1783 weiter an seinen Vetter Jacob Gottlieb von Puttkamer.

### Familie
Wilhelm Ludwig trat zwei Mal in den Stand der Ehe. So heiratete er zuerst 1780 die Witwe seines Bruders, Sophie Elisabeth von Kameke († 1780). Dann heiratete er 1798 Helene Charlotte Ernestine von Zitzewitz (1768–1815). Seine erste Frau gebar in der Ehe eine Tochter Luise Juliane Antoniette (1780–1807), sein Sohn aus zweiter Ehe, Julius (*/† 1802) lebte nur einen Tag.